# Dřevohostice (zámek)
Zámek Dřevohostice je renesanční čtyřkřídlý vodní zámek z 16. století. Byl postaven na místě původního zemanského sídla - vodní tvrze, která v Dřevohosticích stála již před rokem 1368. Nachází se ve městysi Dřevohostice, jež zapadají do národopisného regionu Moravského Záhoří a nacházejí se 11 kilometrů jihovýchodně od Přerova v Olomouckém kraji. Sídlili zde Žerotínové či Skrbenští z Hříště. Zámek patří k nejvýznamnějším památkám moravské renesance.

## Historie

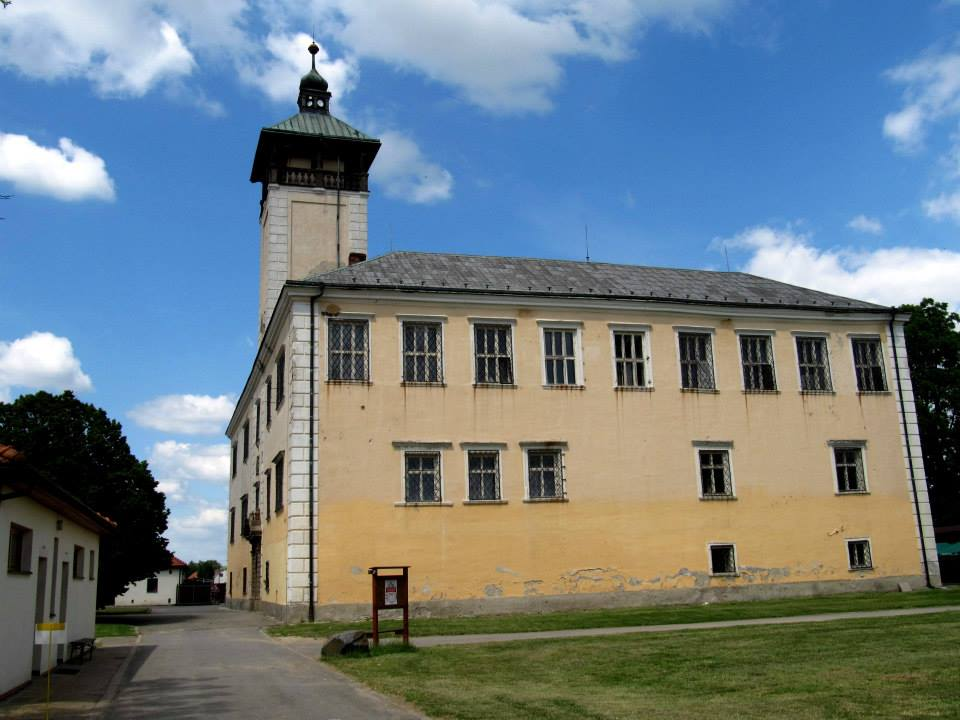
Hlavní budova zámku pohledem od východu

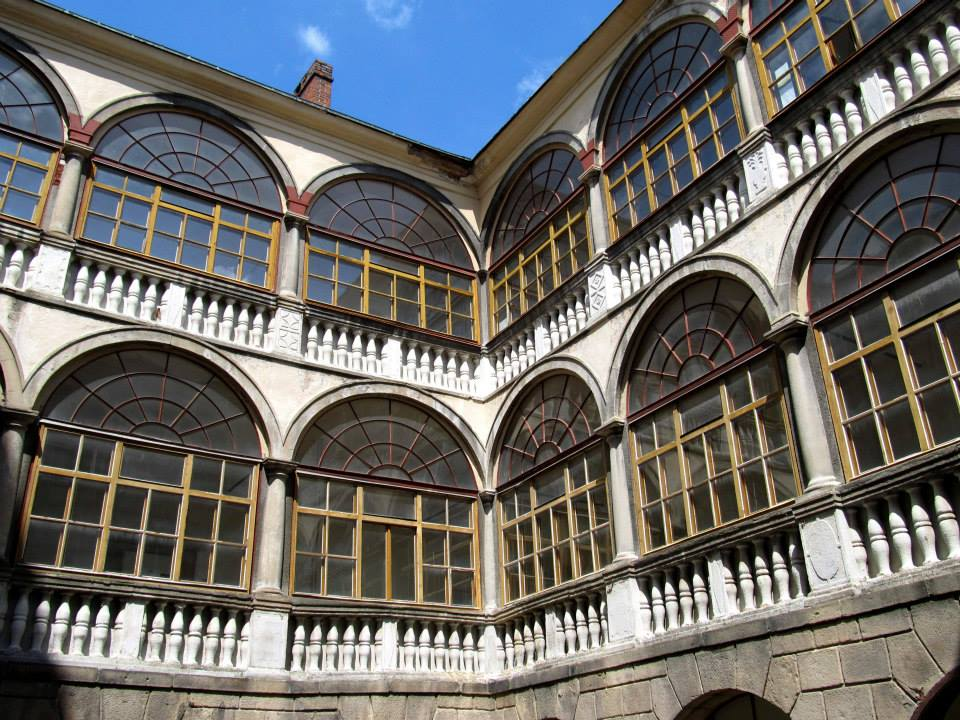
Renesanční arkády na nádvoří zámku

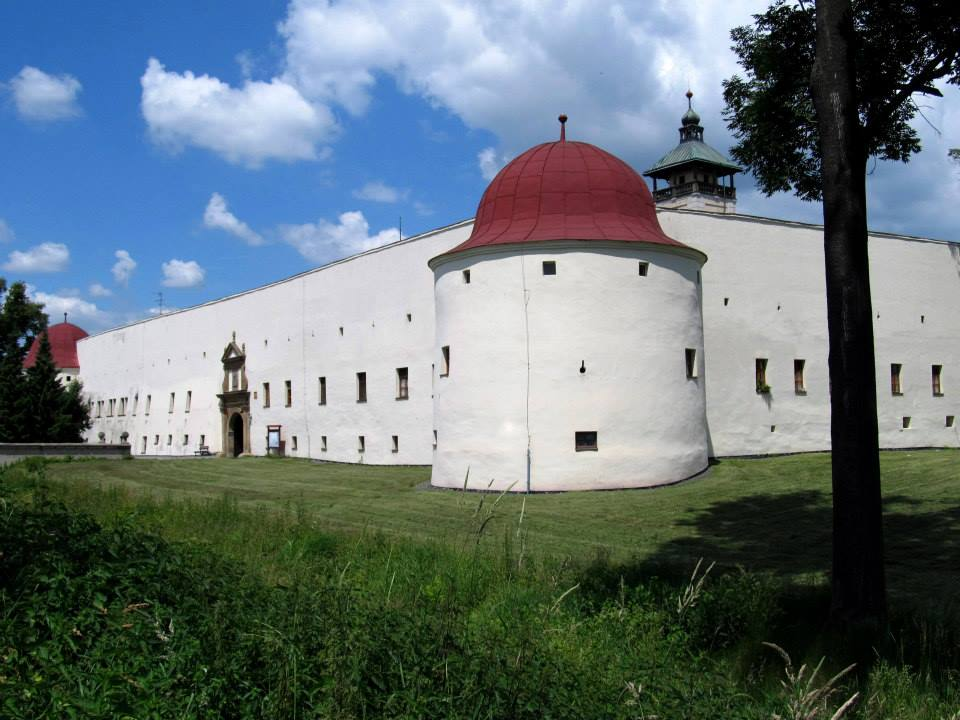
Pohled od jihovýchodu na opevnění zámku

Dřevohostice byly vždy centrem samostatného panství a tvrz se zde připomíná poprvé v roce 1386. Poté se vystřídalo několik majitelů z různých rodů, delší dobu bylo panství vlastnictvím Žerotínů (1480–1566). Po několika dalších změnách koupil Dřevohostice v roce 1590 významný politik Karel starší ze Žerotína. Ten v roce 1595 zahájil výstavbu renesančního zámku, vznikla čtykřídlá budova s uzavřeným nádvořím a arkádami, západnímu průčeli dominuje vysoká vstupní věž.  I když si Karel ze Žerotína Dřevohostice oblíbil a často zde pobýval, ve finanční tísni panství prodal v roce 1614. Nový majitel Jan starší Skrbenský z Hříště provedl v letech 1618–1619 poslední vnitřní úpravy zámku. Jako evangelík byl aktivním účastníkem stavovského povstání a majetek mu byl zkonfiskován. O Dřevohostice následně projevil zájem kníže Zdeněk Vojtěch Popel z Lobkovic, který v regionu již předtím vlastnil panství Holešov zděděné po bratru Ladislavovi. Kníže Lobkovic získal dřevohostické panství za odhadní cenu 80 000 zlatých v roce 1622. Kvůli příliš velké vzdálenosti moravských statků od centra lobkovických dominií v Čechách se Zdeňkův syn Václav Eusebius Popel z Lobkovic majetků na Moravě vzdal. Dřevohostice vlastnil v letech 1646–1649 krátce Maxmilián z Valdštejna, jehož vystřídala rodina Kaltschmiedů z Eisenburgu. V éře Kaltschmiedů bylo v letech 1649–1662 vystavěno předzámčí, které v podobě ohradní zdi se čtyřmi válcovými baštami obepínalo zámek. Po Janu Kaltschmiedovi drželo Dřevohostice společně pět dědiců, od nichž je v roce 1693 koupil moravský nejvyšší zemský sudí hrabě Bedřich z Oppersdorfu. Rodině Oppersdorfů pak panství patřilo sto let a během 18. století došlo k freskové výzdobě interiérů. Koncem 18. století přešel majetek sňatkem na rod Matušků z Topolčan, od nichž koupil velkostatek v roce 1839 Karel Čejka z Badenfeldu z bohaté podnikatelské rodiny. Za Matušků a Čejků byla ve třicátých a čtyřicátých letech 19. století zbořena větší část opevnění. Od roku 1864 byla majitelkou panství Leonie Čejková (1838–1911), provdaná za barona Filipa Skrbenského. Jejich syn Lev Skrbenský z Hříště, pozdější pražský arcibiskup a kardinál, strávil na dřevohostickém zámku část dětství. I když se v některých pramenech uvádí, že Filip Skrbenský získal velkostatek jako věno a byl jeho vlastníkem, samostatnou majitelkou byla nadále Leonie, která v roce 1897 prodala zámek i s pozemky dřevohostické obci za 225 000 zlatých.
Zámek se pak ale moc dobrých časů nedočkal. Roku 1902 tu byl založen ústav pro mravně narušenou mládež s názvem Ochranovna pro mládež zpustlou a mravně narušenou. Ten tu byl až do let 1919.
Roku 1920 zde byla otevřena újezdní měšťanská škola a až roku 1961 byl zámek používán místním JZD.
Posléze zámek převzal Okresní ústav sociálních služeb Přerov, jenž budovu využíval až do roku 2002.
Dnes zámek slouží jako kulturní centrum maloměsta, vedou se zde prohlídky, v létě je tu i biograf a každoročně se zde koná setkání dechových hudeb a výtvarné symposium jako Výtvarné léto Dřevohostice.

## Pověsti
Po dřevohostickém zámku prý každou noc chodí Bílá paní, k níž se v místním zámku vážou hned dvě pověsti:
- Na zámku žila prý jedna velmi zlá paní, jež svůj lid tak sužovala, že ji místní rolníci prokleli a ona za trest bloudí po místních lesích; jednou ji viděl osadník z Bezuchova; z úst jí sršel oheň a mezi zuby měla klíč a prosila osadníka ať jej vytáhne, ten se však polekal a utekl; Bílá paní pak zabědovala, že musí ještě dalších padesát let bloudit.

Tak zní pověst, jež byla s ostatními zveřejněna záhorským páterem Thdr. Františkem Přikrylem úplně v prvním vydání z roku 1891 v Záhorské kronice.
- Jednou prý na hradě uzřel večer jeden sedlák Bílou paní; ta mu řekla ať nikomu neřekne, že ji viděl, neboť by dalších sto let na zámku strašila, za odměnu mu pak slíbila poklad; sedlák ale vše řekl své ženě, poklad nedostal a paní dalších sto let bloudila, pokud ji nikdo nevysvobodil.